# Johann Jakob Ammann (Geistlicher)
Johann Jakob Ammann (* 1500 in Zürich; † 12. November 1573 ebenda) war ein Schweizer evangelischer Geistlicher und Schulleiter.

## Leben
Johann Jakob Ammann war der Sohn des wohlhabenden Tuchhändlers Hans Ammann (1460–1526) und dessen Ehefrau Martha (* ca. 1472; † unbekannt), Tochter von Heinrich Baumann.
Er studierte von 1517 bis 1521 gemeinsam mit Konrad Grebel, 1517 bis 1519 bei Glarean in Paris und 1519 bei Beatus Rhenanus in Basel, im Anschluss daran bei Rudolf Collin in Mailand.
Am 14. Januar 1526 wurde er Chorherr am Grossmünster in Zürich sowie Professor der lateinischen Sprache an der Lateinschule Collegium Carolinum, somit war er auch für die Lehrveranstaltungen in Rhetorik und Dialektik zuständig.
Er nahm 1529 Conrad Gessner in seiner Hausgemeinschaft auf, der bis 1532 am Carolinum als Schüler lernte und dem er später dazu riet, ein Medizinstudium zu beginnen.
Johann Jakob Ammann war Teilnehmer am Ersten Kappelerkrieg sowie am darauffolgenden Zweiten Kappelerkrieg.
1532 wurde er gemeinsam mit Hans Hagnower Verwalter des Chorherren-Stiftvermögens und war von 1534 bis zu seinem Tod Scholarch, also oberster Rektor aller Schulen in Zürich, darunter auch der Lateinschule Carolinum am Grossmünster.
Er nahm an verschiedenen Religionsgesprächen teil, war unter anderem 1526 in Ilanz und 1528 bei der Berner Disputation in Bern; ausserdem war er Teilnehmer an den Zürcher Synoden, allerdings unter seinem latinisierten Namen Ammianus nur als stiller Teilnehmer; bei diesen hatte Huldrych Zwingli den Vorsitz.
Johann Jakob Ammann war seit dem 6. Juni 1525 durch seine erste Hochzeit mit Dorothea Grebel (* 1505 in Zürich; † unbekannt) mit dem Täufervater Konrad Grebel verwandt; sein Schwager war Joachim Vadian. In zweiter Ehe war er mit Anna (geb. Meyer) verheiratet; gemeinsam hatten sie eine Tochter. In dritter Ehe war er mit Elisabeth (geb. Egger) († 1556) verheiratet, sie hatten sechs gemeinsame Kinder; von diesen war seine Tochter Barbara Ammann mit dem späteren Antistes der Züricher Kirche Burkhard Leemann verheiratet und sein Sohn Jost Amman war später Kupferstecher, Maler und Buchautor.

## Schriften (Auswahl)
- Rudimenta artium dialecticae et rhetoricae: in minoribus scholis iuventuti Tigurinae confecta. Tiguri: Apud Christophorum Froschouerum, an. 1559.
- Verba et locutiones oratoriae decerptae ex libris oratoriis M. T. Ciceronis: quibus accedunt locutiones dialecticae, ac forenses, ex iisdem libris Ciceronis collectae. Tiguri: Apud Andream Gesnerum, 1559.